# Société à responsabilité limitée en Suisse
Pour les autres articles nationaux ou selon les autres juridictions, voir Société à responsabilité limitée.
Une société à responsabilité limitée (Sàrl) est une société commerciale où la responsabilité est limitée jusqu'à concurrence des apports, et qui présente des caractéristiques d'une société de personnes (1 à 100 personnes), notamment parce que les parts détenues dans le capital ne sont pas librement accessibles sans accord de tout ou partie des associés.

## Caractéristiques juridiques
La Sàrl est définie dans le Code des obligations, article 772 et suivants. En dehors de ces articles, ce sont ceux de la société anonyme qui priment (art. 620 et suivants).
- Capital
  - le capital doit être au minimum de 20 000,00 CHF
  - Apports réalisés en espèces (argent) ou en nature (biens matériels)

- Associés
  - désormais une seule personne peut constituer une SARL
  - maximum de 100 associés

- Obligations
  - Contenu des statuts : raison sociale, siège de la société, objet de l'entreprise, montant du capital social et part de chaque associé, forme à observer pour les publications. (art. 776)
  - Inscription au Registre du commerce

## Régime fiscal
La Sàrl et ses associés sont imposés au même titre qu'une société anonyme, c'est-à-dire à l'impôt sur le bénéfice et à l'impôt sur la fortune.
Réel normal, réel simplifié.

## Organisation
L'assemblée des associés est le pouvoir suprême de la Sàrl. Les associés sont les gérants et les représentants de la société, mais peuvent déléguer la gestion et la représentation à des tiers si les statuts le permettent.
La responsabilité des fondateurs, des gérants, des contrôleurs et des liquidateurs est soumise aux règles de la SA. (art. 827)

## Informations diverses
- Définition : Art : 772 à 827 CO : La Sàrl est une société de capitaux, fondée par une ou plusieurs personnes, le capital est fixé dans les statuts. Les dettes de la société ne sont pas garanties que par l’actif social (le propriétaire n’est pas responsable des dettes de la société).
- Nombre d’associés : Art : 775 CO : Une ou plusieurs personnes physique ou morales (sociétés) ou par d’autres sociétés morales.
- Raison de commerce : Art : 950 CO : La raison de commerce peut être formée librement.
- Personnalité juridique : Art : 779 CO : La personnalité juridique est complétée par son inscription au Registre du Commerce. (Personnes qui possèdent des droits sur la société)
- Registre du commerce : Art : 778 CO : L’inscription à ce registre du commerce est obligatoire pour la SARL du lieu où se trouve le siège social de la société.
- Capital social : Art : 773, 777c CO : Le capital social de la SARL ne peut pas être inférieur à 20 000 CHF.
- Parts sociales : Art : 774 CO : La valeur des parts sociales ne peut être inférieure à 100 CHF.
- Fondation : Art : 777 CO : La fondation de la société doit être constituée par un acte authentique désignant les organes et les statuts.
- Statuts : Art : 776, 776a CO : Il y a les statuts nécessaires et les facultatifs. Voir les deux articles du CO.
- Décisions : Art : 808, 804 CO : Les décisions sont prises à l’assemblée des associés. L’assemblée des associés est l’organe suprême de la société.
- Administration : Art : 809 CO : Les associés exercent collectivement la gestion de la société. Seules des personnes physiques peuvent être gérants de la société.
- Responsabilité : Art : 772, 794 CO : Les dettes de la société sont garanties uniquement par l’actif social.
- Droit des associés : Art : 798 III, 802, 806, 809 CO : Les associés de la société ont le droit au dividende et le droit de vote à l’assemblée des associés.
- Comptabilité : Art : 957 CO : Pour une Sàrl, il est obligatoire de tenir une comptabilité. La conservation est obligatoire pendant 10 ans.
- Dissolution : Art : 821 CO : La dissolution peut être décidée dans les statuts. Un associé ne peut quitter la société que part des justes motifs Art : 823 Si l’on désire exclure un associé voir Art : 808b chiffre 9.
- Concurrence : Art : 803 al. 3, 812 CO : Ils peuvent faire de la concurrence tant que l’activité ne nuise pas à la société.
- Organes : Art : 809 CO : L’assemblée des associés Art : 809 et organe de révision. Art : 818